# زنبق گرجی
زنبق گرجی (نام علمی: Iris iberica) نام یک گونه از سرده زنبق است.
زنبق گرجی دو زیرگونه دارد:
- زنبق زیبا (Iris iberica subsp. elegantissima)
- زنبق جلفایی (Iris iberica subsp. lycotis)